# Балестер (нос)
Носът Балестер (на английски: Ballester Point) е свободен от лед нисък морски нос от южната страна на входа в залива Джонсънс Док на полустров Хърд, остров Ливингстън. Разположен 7.61 km на север-североизток от нос Майърс, 4.94 km югоизточно от нос Ереби и 1.55 km южно от нос Хесперидес. Районът е посещаван от ловци на тюлени през XIX век.
Наименуван е на Антони Балестер, един от създателите на испанската антарктическа програма. Името е официално дадено на 12 август 2008 г.
Картографиране британско от 1822 г. и от 1968 г., чилийско от 1971 г., аржентинско от 1980 г., испанско от 1991 г., българско от 1996 г., 2005 г. и 2009 г.

## Карти
- Isla Livingston: Península Hurd. Mapa topográfico de escala 1:25 000. Madrid: Servicio Geográfico del Ejército, 1991.
- L.L. Ivanov. Livingston Island: Central-Eastern Region. Scale 1:25000 topographic map. Sofia: Antarctic Place-names Commission of Bulgaria, 1996.
- L.L. Ivanov et al, Antarctica: Livingston Island, South Shetland Islands (from English Strait to Morton Strait, with illustrations and ice-cover distribution), 1:100000 scale topographic map, Antarctic Place-names Commission of Bulgaria, Sofia, 2005
- Л. Иванов. Антарктика: Остров Ливингстън и острови Гринуич, Робърт, Сноу и Смит. Топографска карта в мащаб 1:120000. Троян: Фондация Манфред Вьорнер, 2009. ISBN 978-954-92032-4-0